# Zomerhuis Klein Drakenstein
Het Zomerhuis van Klein Drakenstein is een rijksmonument aan de Hoge Vuurseweg 1 bij Lage Vuursche in de provincie Utrecht.
Het oude bakhuis staat links van de Boerderij Klein Drakenstein die bij de buitenplaats Klein Drakenstein hoort. De boerderij staat aan de Hoge Vuurseweg tegenover de zijingang van Kasteel Drakenstein. Het rood bakstenen huis heeft een met blauwe pannen gedekt zadeldak. In de voorgevel bevinden zich twee meerruits schuifvensters met kleine roedenverdeling. Op de zolderverdieping is een klein licht aangebracht. In de zijgevel is de toegangsdeur met een venster en luik. Rechts hiervan is een waterpomp.
Het zomerhuis is gebouwd in de tweede helft van de 18de eeuw.

## Zie ook

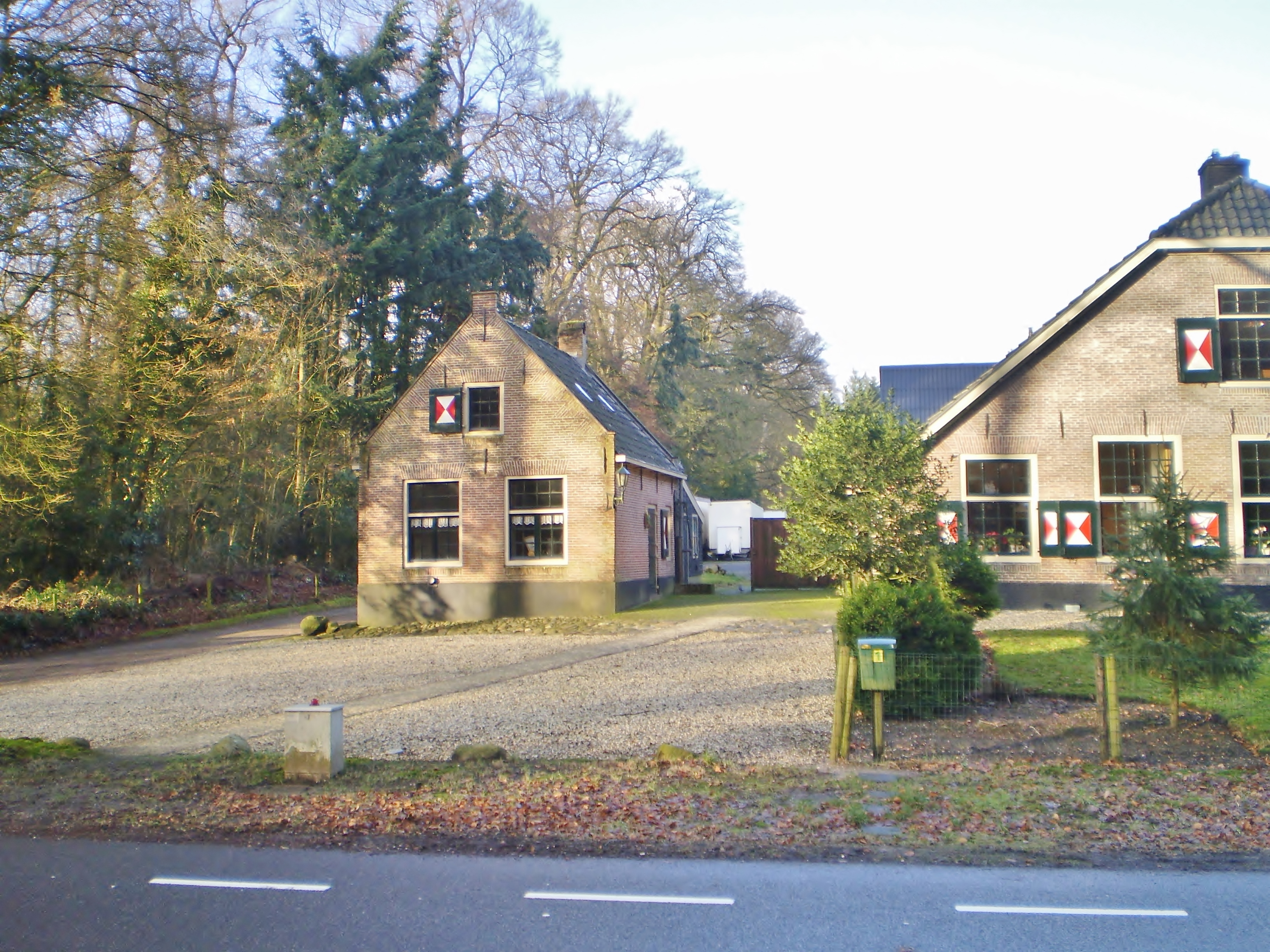
Boerderij met bakhuis